# ふたご座37番星
ふたご座37番星はふたご座の北西領域に存在する恒星であり、我々の太陽からは56.2光年離れている。この恒星は単独の、黄白色をした主系列星である。現在のところ、この恒星を巡る惑星は発見されていない。
ふたご座37番星は多くの物理的性質において太陽と共通点の多い恒星であり、最も近距離にあるソーラーアナログの一つである。このため、一部の科学者はこの恒星の近傍が生命にとって好ましい場所だと期待している。2003年9月、 ツーソン にあるアリゾナ大学 の宇宙生物学者マーガレット・ターンブルは、この恒星を、太陽系近傍で生命居住可能惑星を持つ可能性がある恒星系のカタログHabCatの中で最も生命に適した恒星の一つとした。
ふたご座37番星にはMETIメッセージが送信されている。これは当時ユーラシア大陸最大の電波望遠鏡であったイェウパトーリヤ70メートル鏡を用いて送信された。このメッセージはティーンエイジ・メッセージと命名され、2001年9月3日に送信された。メッセージは、ふたご座37番星へ2057年12月に到着するとみられる。